# Royal Rumble
Royal Rumble – cykl gal pay-per-view profesjonalnego wrestlingu, którego gale są produkowane co styczeń przez federację WWE. Główną atrakcją tego cyklu jest rodzaj battle royalu nazywany Royal Rumble matchem. Pierwsza gala wyjątkowo nie była nadawana w systemie pay-per-view i była oryginalnie pokazywana w telewizji na kanale USA Network. Dodatkowo, w pierwszym w historii Royal Rumble matchu wystąpiło wyjątkowo dwudziestu wrestlerów. Podczas przyszłorocznej edycji wzięło udział tradycyjne trzydzieści osób. Cykl jest częścią „wielkiej piątki” razem z WrestleManią, SummerSlam, Survivor Series i Money in the Bank. Royal Rumble jest określane jako jedno z najbardziej popularnych gal pay-per-view w historii federacji.

## Historia

### Gala
Podczas gali pay-per-view Royal Rumble odbywa się Royal Rumble match, a także kilka innych pojedynków. Pierwsza gala odbyła się 24 stycznia 1988 i była transmitowana na żywo na kanale USA Network. Rok później zadecydowano, aby emisję rozpocząć w systemie pay-per-view. Ze względu na produkowanie cyklu już od lat 80., Royal Rumble stało się częścią „wielkiej czwórki” razem z WrestleManią, SummerSlam i Survivor Series.
Męski Royal Rumble match zazwyczaj wieńczy kartę walk gali, lecz wyjątkami są gale z 1988, 1996, 1997, 1998, 2006, 2013 i 2018 roku. Z powodu długości trwania Royal Rumble matchu (zazwyczaj około godziny) organizuje się mniejszą liczbę walk w porównaniu do innych gal. Gala Royal Rumble 2008 była pierwszą transmitowaną w HDTV. Podczas gali Royal Rumble 2018 po raz pierwszy zorganizowano żeński Royal Rumble match, który był walką wieczoru tejże gali.

### Walka
Royal Rumble bazuje na klasycznym Battle Royal matchu, w którym kilkunastu wrestlerów (tradycyjnie trzydziestu) eliminuje się poprzez wypchnięcie przeciwnika z ringu nad górną liną, gdzie obie stopy muszą dotknąć podłogi. Pojedynek różni się od klasycznego Battle Royalu tym, iż uczestnicy nie wchodzą do ringu w tym samym czasie, a „otrzymują” numerki, głównie poprzez loterię, która jest przeprowadzana przed galą. W teorii, osoba z większym numerkiem ma większe szanse na wygraną, gdyż wchodzi później do ringu. Mecz się rozpoczyna, gdy w ringu znajdują się wrestlerzy, którzy wylosowali numerki #1 i #2. Następnie przez cały okres trwania meczu wchodzi 28 kolejnych wrestlerów zgodnie omówionym odstępem czasowym, głównie co 90 sekund lub dwie minuty. Zwycięzcą meczu jest ostatni wrestler, który sam pozostał w ringu. Pomysłodawcą tego formatu jest Pat Patterson. Do dziś, tylko pięciu wrestlerów, którzy rozpoczynali pojedynek, wygrało Royal Rumble, a są to Shawn Michaels, Vince McMahon, Chris Benoit, Rey Mysterio oraz Edge. Natomiast jedyną kobietą, która wygrała Royal Rumble zaczynając z numerem 1 jest Rhea Ripley, która dokonała tego w 2023 roku. Szczęśliwym numerkiem, przy którym wygrało najwięcej wrestlerów, jest numerek 30. W 1998 wzięło udział 28 wrestlerów; Mick Foley wziął wystąpił w walce pod postacią Cactusa Jacka, Mankinda i Dude’a Love’a. W 2011 zorganizowano pierwszy i jedyny 40-osobowy Royal Rumble match, który wygrał Alberto Del Rio. W kwietniu 2018 została zorganizowana specjalna gala Greatest Royal Rumble, podczas której odbył się 50-osobowy Royal Rumble match. W 2018 zorganizowano pierwszy żeński Royal Rumble match, którego zasady są te same, co w jego męskim odpowiedniku.

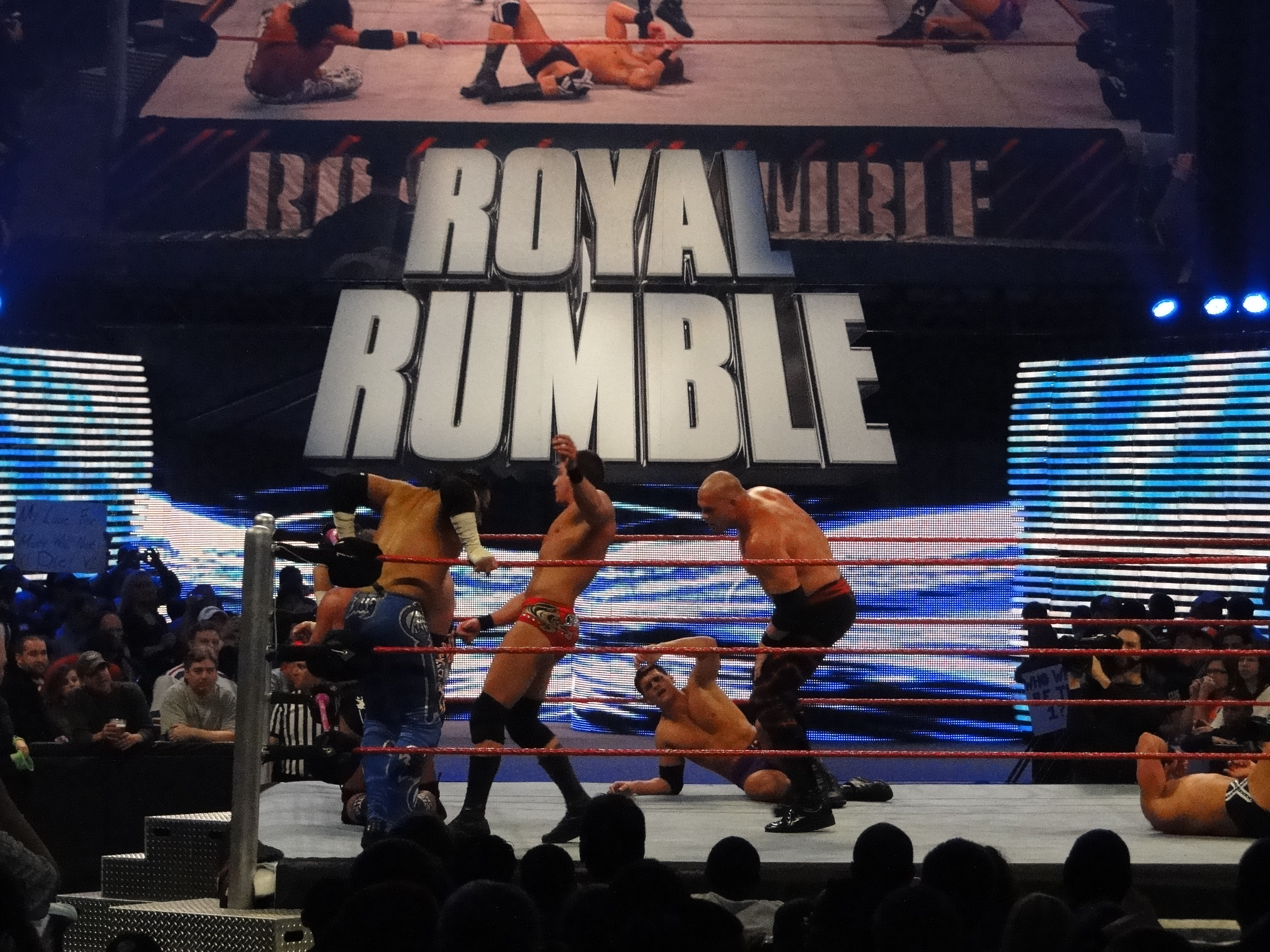
Royal Rumble match z 2010 roku.

W pojedynku nie występują zasady przypięcia oraz poddania rywala. Aby wyeliminować przeciwnika, należy przerzucić go nad górną liną, po czym jego obie stopy muszą dotknąć podłogi. Zasadę wyeksponowano w walce z 1995, kiedy to Shawn Michaels dotknął podłogi jedną stopą, jednakże mógł powrócić do walki. Tę praktykę spopularyzował Kofi Kingston, który przez lata wykonywał różne tricki poza ringiem, aby nie zostać wyeliminowanym. Ponadto wrestler, który opuści ring pod górną liną, może powrócić do ringu w dowolnym czasie. W historii tylko raz ogłoszono oficjalny remis; w 1994 Bret Hart i Lex Luger upadli na podłogę w tym samym czasie. Podobna sytuacja miała miejsce dziewięć lat później z Batistą i Johnem Ceną, jednakże końcówka walki została zrestartowana i Batista wyeliminował Cenę. Okolice ringu obserwują sędziowie, którzy deklarują eliminacje.
Chociaż większość eliminacji jest spowodowana przez aktywnych uczestników, zdarzają się również inne legalne rodzaje eliminacji, w tym osobiste eliminacje (np. André the Giant uciekający z ringu po zobaczeniu węża w 1989, Kane eliminujący samego siebie w 1999, Drew Carey wychodzący z ringu w 2001) i eliminacje przez wcześniej wyeliminowanych uczestników (np. The Undertaker eliminujący Mavena w 2002 czy też Kurt Angle eliminujący Shawna Michaelsa w 2005). Dodatkowo, jeśli kontuzjowany wrestler zostanie zabrany przez sztab medyczny, może powrócić do walki do czasu zakończenia pojedynku (np. Stone Cold Steve Austin w 1999), lecz jeśli mecz zakończy się bez kontuzjowanego wrestlera, zostanie on uznany za wyeliminowanego (np. Scotty 2 Hotty w 2005 lub Curtis Axel w 2015).

### Nagroda
Od 1993 zwycięzca Royal Rumble matchu ma możliwość walki o światowy tytuł federacji na WrestleManii – obecnie funkcjonują dwa główne tytuły, WWE Universal Championship należący do brandu SmackDown, a także WWE Championship należący do brandu Raw. Zwyciężczyni żeńskiego Royal Rumble matchu może walczyć o tytuł WWE Raw Women’s Championship lub WWE SmackDown Women’s Championship.
Po podziale WWE na brandy w 2002, w latach 2003–2006 brało udział piętnastu zawodników należących do brandu Raw, a także piętnastu z brandu SmackDown. Początkowo zwycięzca walki mógł pojedynkować się o światowy tytuł, który należał do jego brandu (np. Brock Lesnar o WWE Championship w 2003). W 2004 zniesiono tę zasadę, przy czym zwycięzca mógł wybrać do walki jednego z dwóch głównych mistrzów federacji. Dla przykładu Chris Benoit wygrał Royal Rumble match w 2004 i wskutek wybrania walki o World Heavyweight Championship na WrestleManii XX stał się członkiem brandu Raw. W latach 2007–2010 wprowadzono możliwość walki o ECW World Championship, jednakże nikt nigdy nie wybrał tej opcji. Po unifikacji World Heavyweight Championship z WWE Championship w grudniu 2013, zwycięzcy pojedynków z lat 2014–2016 mogli walczyć na WrestleManii tylko o WWE World Heavyweight Championship. W połowie 2016 przywrócono podział WWE na brandy i utworzono tytuł WWE Universal Championship, wskutek czego od 2017 zwycięzca może walczyć o Universal Championship lub WWE Championship. W 1992 i 2016 nie organizowano Royal Rumble matchu o miano pretendenta. W 1992 na szali postawiono zwakowany WWF World Heavyweight Championship, który wygrał Ric Flair, zaś w 2016 Roman Reigns musiał bronić swojego WWE World Heavyweight Championship jako uczestnik Royal Rumble matchu.
Po wygraniu Royal Rumble matchu z 2008, John Cena został pierwszym zwycięzcą, który wybrał walkę o pas na innej gali niż WrestleMania (gala No Way Out w lutym). Zwycięzca Royal Rumble ma możliwość postawienia na szali swojej szansy na walkę o tytuł. Pierwszy raz tak się stało w 1996, gdy Shawn Michaels zaryzykował swoją szansę w meczu przeciwko Owenowi Hartowi na gali In Your House 6. Drugi raz tak się zdarzyło trzy lata później, gdzie Stone Cold Steve Austin zaoferował poddanie swojej szansy na tytuł dla Big Boss Mana. Oryginalnie, Austin został wyeliminowany jako ostatni, lecz zwycięzca Vince McMahon sam zrezygnował z walki o tytuł i zdecydował, że jeśli da radę pokonać Austina w steel cage matchu na gali St. Valentine’s Day Massacre: In Your House, to Big Boss Man będzie pretendentem. Austin wygrał i zagwarantował sobie walkę o tytuł. W 2002 Kurt Angle przekonał Triple H, aby w ich pojedynku na gali No Way Out postawił na szali miano pretendenta na WrestleManii X8; pojedynek wygrał Angle. Ostatecznie Triple H pokonał Angle’a w rewanżu kilka tygodni później i odzyskał prawo do walki o tytuł. W 2006 Randy Orton przekonał Reya Mysterio do walki na gali No Way Out o prawo do walki o światowy tytuł na WrestleManii 22; pojedynek wygrał Orton, a walka na WrestleManii o World Heavyweight Championship stała się trzyosobowym starciem. 25 lutego 2013 podczas odcinka Raw, John Cena obronił prawa do walki o WWE Championship na WrestleManii 29, pokonując CM Punka. 22 lutego 2015 na gali Fastlane Roman Reigns pokonał Daniela Bryana i obronił prawo do walki o WWE World Heavyweight Championship na WrestleManii 31.

## Lista gal i zwycięzców
| Nr | Gala                                   | Lokalizacja              | Arena                               | Zwycięzca               | Nr wejściowy | Odn.                 | Walka wieczoru                                                                                            |
| -- | -------------------------------------- | ------------------------ | ----------------------------------- | ----------------------- | ------------ | -------------------- | --- |
| 1  | Royal Rumble (1988) 24 stycznia 1988   | Hamilton, Ontario        | Copps Coliseum                      | Jim Duggan              | 13           | [ 25 ] [ 26 ]        | The Islanders (Haku i Tama) vs. The Young Stallions (Paul Roma i Jim Powers) Two-out-of-three falls match |
| 2  | Royal Rumble (1989) 15 stycznia 1989   | Houston, Teksas          | The Summit                          | Big John Studd          | 27           | [ 27 ] [ 28 ]        | 30-osobowy męski Royal Rumble match                                                                       |
| 3  | Royal Rumble (1990) 21 stycznia 1990   | Orlando, Floryda         | Orlando Arena                       | Hulk Hogan              | 25           | [ 29 ] [ 30 ]        | 30-osobowy męski Royal Rumble match                                                                       |
| 4  | Royal Rumble (1991) 19 stycznia 1991   | Miami, Floryda           | Miami Arena                         | Hulk Hogan              | 24           | [ 31 ] [ 32 ]        | 30-osobowy męski Royal Rumble match                                                                       |
| 5  | Royal Rumble (1992) 19 stycznia 1992   | Albany, Nowy Jork        | Knickerbocker Arena                 | Ric Flair               | 3            | [ 33 ] [ 34 ]        | 30-osobowy męski Royal Rumble match o zwakowany WWF Championship                                          |
| 6  | Royal Rumble (1993) 24 stycznia 1993   | Sacramento, Kalifornia   | ARCO Arena                          | Yokozuna                | 27           | [ 35 ] [ 36 ]        | 30-osobowy męski Royal Rumble match                                                                       |
| 7  | Royal Rumble (1994) 23 stycznia 1994   | Providence, Rhode Island | Providence Civic Center             | Bret Hart Lex Luger     | 27 23        | [ 37 ] [ 38 ]        | 30-osobowy męski Royal Rumble match                                                                       |
| 8  | Royal Rumble (1995) 22 stycznia 1995   | Tampa, Floryda           | USF Sun Dome                        | Shawn Michaels          | 1            | [ 39 ] [ 40 ]        | 30-osobowy męski Royal Rumble match                                                                       |
| 9  | Royal Rumble (1996) 21 stycznia 1996   | Fresno, Kalifornia       | Selland Arena                       | Shawn Michaels          | 18           | [ 41 ] [ 42 ]        | Bret Hart (c) vs. The Undertaker Singles match o WWF Championship                                         |
| 10 | Royal Rumble (1997) 19 stycznia 1997   | San Antonio, Teksas      | Alamodome                           | Stone Cold Steve Austin | 5            | [ 43 ] [ 44 ]        | Sycho Sid (c) vs. Shawn Michaels Singles match o WWF Championship                                         |
| 11 | Royal Rumble (1998) 18 stycznia 1998   | San Jose, Kalifornia     | San Jose Arena                      | Stone Cold Steve Austin | 24           | [ 45 ] [ 46 ] [ 47 ] | Shawn Michaels (c) vs. The Undertaker Casket match o WWF Championship                                     |
| 12 | Royal Rumble (1999) 24 stycznia 1999   | Anaheim, Kalifornia      | Arrowhead Pond                      | Vince McMahon           | 2            | [ 48 ] [ 49 ] [ 50 ] | 30-osobowy męski Royal Rumble match                                                                       |
| 13 | Royal Rumble (2000) 23 stycznia 2000   | New York City, Nowy Jork | Madison Square Garden               | The Rock                | 24           | [ 51 ] [ 52 ] [ 53 ] | 30-osobowy męski Royal Rumble match                                                                       |
| 14 | Royal Rumble (2001) 21 stycznia 2001   | Nowy Orlean, Luizjana    | New Orleans Arena                   | Stone Cold Steve Austin | 27           | [ 54 ] [ 55 ] [ 56 ] | 30-osobowy męski Royal Rumble match                                                                       |
| 15 | Royal Rumble (2002) 20 stycznia 2002   | Atlanta, Georgia         | Philips Arena                       | Triple H                | 22           | [ 57 ] [ 58 ] [ 59 ] | 30-osobowy męski Royal Rumble match                                                                       |
| 16 | Royal Rumble (2003) 19 stycznia 2003   | Boston, Massachusetts    | Fleet Center                        | Brock Lesnar            | 29           | [ 60 ] [ 61 ]        | 30-osobowy męski Royal Rumble match                                                                       |
| 17 | Royal Rumble (2004) 25 stycznia 2004   | Filadelfia, Pensylwania  | Wachovia Center                     | Chris Benoit            | 1            | [ 62 ] [ 63 ] [ 64 ] | 30-osobowy męski Royal Rumble match                                                                       |
| 18 | Royal Rumble (2005) 30 stycznia 2005   | Fresno, Kalifornia       | Save Mart Center                    | Batista                 | 28           | [ 65 ] [ 66 ] [ 67 ] | 30-osobowy męski Royal Rumble match                                                                       |
| 19 | Royal Rumble (2006) 29 stycznia 2006   | Miami, Floryda           | American Airlines Arena             | Rey Mysterio            | 2            | [ 68 ] [ 69 ] [ 70 ] | Kurt Angle (c) vs. Mark Henry Singles match o World Heavyweight Championship                              |
| 20 | Royal Rumble (2007) 28 stycznia 2007   | San Antonio, Teksas      | AT&T Center                         | The Undertaker          | 30           | [ 71 ] [ 72 ] [ 73 ] | 30-osobowy męski Royal Rumble match                                                                       |
| 21 | Royal Rumble (2008) 27 stycznia 2008   | Nowy Jork, Nowy Jork     | Madison Square Garden               | John Cena               | 30           | [ 74 ] [ 75 ] [ 76 ] | 30-osobowy męski Royal Rumble match                                                                       |
| 22 | Royal Rumble (2009) 25 stycznia 2009   | Detroit, Michigan        | Joe Louis Arena                     | Randy Orton             | 8            | [ 77 ] [ 78 ]        | 30-osobowy męski Royal Rumble match                                                                       |
| 23 | Royal Rumble (2010) 31 stycznia 2010   | Atlanta, Georgia         | Philips Arena                       | Edge                    | 29           | [ 79 ] [ 80 ]        | 30-osobowy męski Royal Rumble match                                                                       |
| 24 | Royal Rumble (2011) 30 stycznia 2011   | Boston, Massachusetts    | TD Garden                           | Alberto Del Rio         | 38           | [ 81 ]               | 40-osobowy męski Royal Rumble match                                                                       |
| 25 | Royal Rumble (2012) 29 stycznia 2012   | St. Louis, Missouri      | Scottrade Center                    | Sheamus                 | 22           | [ 82 ] [ 83 ] [ 84 ] | 30-osobowy męski Royal Rumble match                                                                       |
| 26 | Royal Rumble (2013) 27 stycznia 2013   | Phoenix, Arizona         | US Airways Center                   | John Cena               | 19           | [ 85 ] [ 86 ] [ 87 ] | CM Punk (c) vs. The Rock Singles match o WWE Championship                                                 |
| 27 | Royal Rumble (2014) 26 stycznia 2014   | Pittsburgh, Pensylwania  | Consol Energy Center                | Batista                 | 28           | [ 88 ] [ 89 ]        | 30-osobowy męski Royal Rumble match                                                                       |
| 28 | Royal Rumble (2015) 25 stycznia 2015   | Filadelfia, Pensylwania  | Wells Fargo Center                  | Roman Reigns            | 19           | [ 90 ]               | 30-osobowy męski Royal Rumble match                                                                       |
| 29 | Royal Rumble (2016) 24 stycznia 2016   | Orlando, Floryda         | Amway Center                        | Triple H                | 30           | [ 91 ] [ 92 ]        | 30-osobowy męski Royal Rumble match o WWE World Heavyweight Championship                                  |
| 30 | Royal Rumble (2017) 29 stycznia 2017   | San Antonio, Teksas      | Alamodome                           | Randy Orton             | 23           | [ 93 ]               | 30-osobowy męski Royal Rumble match                                                                       |
| 31 | Royal Rumble (2018) 28 stycznia 2018   | Filadelfia, Pensylwania  | Wells Fargo Center                  | Shinsuke Nakamura       | 14           | [ 94 ] [ 95 ]        | 30-osobowy żeński Royal Rumble match                                                                      |
| 31 | Royal Rumble (2018) 28 stycznia 2018   | Filadelfia, Pensylwania  | Wells Fargo Center                  | Asuka                   | 25           | [ 96 ] [ 97 ]        | 30-osobowy żeński Royal Rumble match                                                                      |
| 32 | Greatest Royal Rumble 27 kwietnia 2018 | Dżudda, Arabia Saudyjska | King Abdullah International Stadium | Braun Strowman          | 41           | [ 98 ] [ 99 ]        | 50-osobowy męski Royal Rumble match                                                                       |
| 33 | Royal Rumble (2019) 27 stycznia 2019   | Phoenix, Arizona         | Chase Field                         | Seth Rollins            | 10           | [ 100 ]              | 30-osobowy męski Royal Rumble match                                                                       |
| 33 | Royal Rumble (2019) 27 stycznia 2019   | Phoenix, Arizona         | Chase Field                         | Becky Lynch             | 28           | [ 101 ]              | 30-osobowy męski Royal Rumble match                                                                       |
| 34 | Royal Rumble (2020) 26 stycznia 2020   | Houston, Teksas          | Minute Maid Park                    | Drew McIntyre           | 16           | [ 102 ]              | 30-osobowy męski Royal Rumble match                                                                       |
| 34 | Royal Rumble (2020) 26 stycznia 2020   | Houston, Teksas          | Minute Maid Park                    | Charlotte Flair         | 17           | [ 103 ]              | 30-osobowy męski Royal Rumble match                                                                       |
| 35 | Royal Rumble (2021) 21 stycznia 2021   | St. Petersburg, Floryda  | Tropicana Field                     | Edge                    | 1            | [ 104 ]              | 30-osobowy męski Royal Rumble match                                                                       |
| 35 | Royal Rumble (2021) 21 stycznia 2021   | St. Petersburg, Floryda  | Tropicana Field                     | Bianca Belair           | 3            | [ 105 ]              | 30-osobowy męski Royal Rumble match                                                                       |
| 36 | Royal Rumble (2022) 29 stycznia 2022   | St. Louis, Missouri      | The Dome at America’s Center        | Brock Lesnar            | 30           | [ 106 ]              | 30-osobowy męski Royal Rumble match                                                                       |
| 36 | Royal Rumble (2022) 29 stycznia 2022   | St. Louis, Missouri      | The Dome at America’s Center        | Ronda Rousey            | 28           | [ 107 ]              | 30-osobowy męski Royal Rumble match                                                                       |
| 37 | Royal Rumble (2023) 28 stycznia 2023   | San Antonio, Teksas      | Alamodome                           | Cody Rhodes             | 30           | [ 108 ]              | Roman Reigns (c) vs. Kevin Owens Singles match o Undisputed WWE Universal Championship                    |
| 37 | Royal Rumble (2023) 28 stycznia 2023   | San Antonio, Teksas      | Alamodome                           | Rhea Ripley             | 1            | [ 109 ]              | Roman Reigns (c) vs. Kevin Owens Singles match o Undisputed WWE Universal Championship                    |
| 38 | Royal Rumble (2024) 27 stycznia 2024   | St. Petersburg, Floryda  | Tropicana Field                     | Cody Rhodes             | 15           | [ 110 ]              | 30-osobowy męski Royal Rumble match                                                                       |
| 38 | Royal Rumble (2024) 27 stycznia 2024   | St. Petersburg, Floryda  | Tropicana Field                     | Bayley                  | 3            | [ 110 ]              | 30-osobowy męski Royal Rumble match                                                                       |
| 39 | Royal Rumble (2025) 1 lutego 2025      | Indianapolis, Indiana    | Lucas Oil Stadium                   | Jey Uso                 | 20           | [ 111 ]              | 30-osobowy męski Royal Rumble match                                                                       |
| 39 | Royal Rumble (2025) 1 lutego 2025      | Indianapolis, Indiana    | Lucas Oil Stadium                   | Charlotte Flair         | 27           | [ 111 ]              | 30-osobowy męski Royal Rumble match                                                                       |
| 40 | Royal Rumble (2026) styczeń 2026       | Rijad, Arabia Saudyjska  | TBD                                 |                         |              |                      | |
| 40 | Royal Rumble (2026) styczeń 2026       | Rijad, Arabia Saudyjska  | TBD                                 |                         |              |                      | |

### Walki mistrzowskie zwycięzców męskiego Royal Rumble matchu
| Mistrzostwo                                                          | Wygrane | Przegrane | %     |
| -------------------------------------------------------------------- | ------- | --------- | ----- |
| WWF Championship/WWE Championship/WWE World Heavyweight Championship | 11      | 9         | .550  |
| World Heavyweight Championship (wersja 2002–2013)                    | 5       | 2         | .714  |
| WWE Universal Championship                                           | 2       | 3         | .400  |
| World Heavyweight Championship (obecna wersja)                       | 1       | 0         | 1.000 |
| Łącznie                                                              | 18      | 13        | .581  |

    – zwycięstwo w walce o tytuł
    – przegrana w walce o tytuł
|    | Zwycięzca               | Gala                 | Rok  | Walka o tytuł |
| -- | ----------------------- | -------------------- | ---- | --- |
| 1  | Yokozuna                | WrestleMania IX      | 1993 | Yokozuna pokonał Breta Harta o WWF Championship. |
| 2  | Lex Luger               | WrestleMania X       | 1994 | Luger przegrał z Yokozuną przez dyskwalifikację o WWF Championship. |
| 2  | Bret Hart               | WrestleMania X       | 1994 | Hart pokonał Yokozunę o WWF Championship. |
| 3  | Shawn Michaels          | WrestleMania XI      | 1995 | Michaels przegrał walkę z Dieselem o WWF Championship. |
| 4  | Shawn Michaels          | WrestleMania XII     | 1996 | Michaels obronił miano pretendenta w walce z Owenem Hartem podczas gali In Your House 6. Pokonał Breta Harta w 60-minutowym Iron Man matchu (1:56 min. dodatkowego czasu) o WWF Championship. |
| 5  | Stone Cold Steve Austin | WrestleMania 13      | 1997 | Prezydent WWF Gorilla Monsoon zadeklarował, że Austin nie otrzyma szansy na walkę o tytuł z powodu wtargnięcia do ringu po eliminacji, czego sędziowie nie zauważyli. W lutym Shawn Michaels zwakował WWF Championship, co zmieniło plany w scenariuszu. Ostatecznie na WrestleManii o mistrzostwo zawalczyli Sycho Sid i The Undertaker.                                                                                  |
| 6  | Stone Cold Steve Austin | WrestleMania XIV     | 1998 | Austin pokonał Shawna Michaelsa i zdobył WWF Championship. |
| 7  | Mr. McMahon             | WrestleMania XV      | 1999 | Dzień po gali Royal Rumble Mr. McMahon poinformował, iż rezygnuje z pojedynku z The Rockiem o WWF Championship. Komisarz Shawn Michaels podarował miano pretendenta ostatniej wyeliminowanej osobie, którą był Stone Cold Steve Austin. Austin pokonał McMahona w Steel Cage matchu na gali St. Valentine’s Day Massacre: In Your House i utrzymał miano pretendenta. Austin pokonał The Rocka w walce o WWF Championship. |
| 8  | The Rock                | WrestleMania 2000    | 2000 | Nagranie video pokazało, że stopa Rocka dotknęła podłogi przed wyeliminowaniem ostatniej osoby, Big Showa. Po próbach zdobycia praw do walki o tytuł, ostatecznie The Rock i Big Show zostali dodani do walki wieczoru wraz z Mickiem Foleyem w walce z Triple H’em. Triple H obronił WWF Championship w Fatal 4-Way Elimination matchu.                                                                                   |
| 9  | Stone Cold Steve Austin | WrestleMania X-Seven | 2001 | Austin pokonał The Rocka o WWF Championship w No Disqualification matchu. |
| 10 | Triple H                | WrestleMania X8      | 2002 | Triple H utracił miano pretendenta na rzecz Kurta Angle’a po przegranej podczas gali No Way Out. Dzień później Triple H pokonał Angle’a i odzyskał szansę na walkę. Na WrestleManii Triple H pokonał Chrisa Jericho o Undisputed WWF Championship. |
| 11 | Brock Lesnar            | WrestleMania XIX     | 2003 | Jako członek brandu SmackDown, Lesnar wybrał walkę o WWE Championship. Na WrestleManii pokonał Kurta Angle’a. |
| 12 | Chris Benoit            | WrestleMania XX      | 2004 | Benoit wygrał Royal Rumble match jako członek brandu SmackDown, lecz wybrał walkę o World Heavyweight Championship. Benoit został przeniesiony do brandu Raw i na WrestleManii pokonał Triple H’a i Shawna Michaelsa w Triple Threat matchu. |
| 13 | Batista                 | WrestleMania 21      | 2005 | Jako członek brandu Raw, Batista wybrał walkę o World Heavyweight Championship. Na WrestleManii pokonał Triple H’a. |
| 14 | Rey Mysterio            | WrestleMania 22      | 2006 | Mysterio utracił miano pretendenta na rzecz Randy’ego Ortona po przegranej podczas gali No Way Out. Generalny Menadżer SmackDown Teddy Long dodał później Mysterio do walki o World Heavyweight Championship na WrestleManii. Na WrestleManii Mysterio pokonał Kurta Angle’a i Ortona. |
| 15 | The Undertaker          | WrestleMania 23      | 2007 | Jako członek brandu SmackDown, The Undertaker wybrał walkę o World Heavyweight Championship. Na WrestleManii pokonał Batistę. |
| 16 | John Cena               | WrestleMania XXIV    | 2008 | Jako członek brandu Raw, Cena wybrał walkę o WWE Championship. Swoją szansę wykorzystał na gali No Way Out. Jego przeciwnik Randy Orton obronił mistrzostwo, dyskwalifikując siebie. Na WrestleManii odbył się Triple Threat match, w którym dodatkowo wziął udział Triple H. Orton obronił tytuł. |
| 17 | Randy Orton             | WrestleMania XXV     | 2009 | Jako członek brandu Raw, Orton wybrał walkę o WWE Championship. Na WrestleManii przegrał z Triple H’em. |
| 18 | Edge                    | WrestleMania XXVI    | 2010 | Jako członek brandu SmackDown, Edge wybrał walkę o World Heavyweight Championship. Na WrestleManii przegrał z Chrisem Jericho. |
| 19 | Alberto Del Rio         | WrestleMania XXVII   | 2011 | Jako członek brandu SmackDown, Del Rio wybrał walkę o World Heavyweight Championship. Na WrestleManii przegrał z Edge’em. |
| 20 | Sheamus                 | WrestleMania XXVIII  | 2012 | Sheamus pokonał Daniela Bryana o World Heavyweight Championship. |
| 21 | John Cena               | WrestleMania 29      | 2013 | 25 lutego podczas odcinka tygodniówki Raw Cena obronił miano pretendenta, pokonując CM Punka. Na WrestleManii Cena pokonał The Rocka o WWE Championship. |
| 22 | Batista                 | WrestleMania XXX     | 2014 | Na początku gali Daniel Bryan pokonał Triple H’a, dzięki czemu dołączył do składu walki o WWE World Heavyweight Championship. Bryan pokonał Randy’ego Ortona i Batistę, zdobywając tytuł. |
| 23 | Roman Reigns            | WrestleMania 31      | 2015 | Podczas gali Fastlane Reigns obronił miano pretendenta, pokonując Daniela Bryana. Podczas walki z Brockiem Lesnarem o WWE World Heavyweight Championship na WrestleManii, Rollins wykorzystał kontrakt Money in the Bank, dzięki czemu dołączył do składu walki. Rollins pokonał Lesnara i Reignsa o WWE World Heavyweight Championship.                                                                                   |
| 24 | Randy Orton             | WrestleMania 33      | 2017 | Jako członek brandu SmackDown, Orton wybrał walkę o WWE Championship. Na WrestleManii pokonał Braya Wyatta. |
| 25 | Shinsuke Nakamura       | WrestleMania 34      | 2018 | Jako członek brandu SmackDown, Nakamura wybrał walkę o WWE Championship. Na WrestleManii przegrał z AJ Stylesem. |
| 26 | Seth Rollins            | WrestleMania 35      | 2019 | Jako członek brandu Raw, Rollins wybrał walkę o Universal Championship. Na WrestleManii pokonał Brocka Lesnara. |
| 27 | Drew McIntyre           | WrestleMania 36      | 2020 | Jako członek brandu Raw, McIntyre wybrał walkę o WWE Championship. Na WrestleManii pokonał Brocka Lesnara. |
| 28 | Edge                    | WrestleMania 37      | 2021 | Edge wygrał Royal Rumble match jako członek brandu Raw, lecz wybrał walkę o Universal Championship. Na WrestleManii przegrał z Romanem Reignsem w triple threat matchu, w którym dodatkowo wziął udział Daniel Bryan. |
| 29 | Brock Lesnar            | WrestleMania 38      | 2022 | Lesnar wygrał Royal Rumble match jako członek brandu Raw, lecz wybrał walkę o Universal Championship. Na Elimination Chamber, Lesnar zdobył WWE Championship w Elimination Chamber matchu. Później ogłoszono, że walka pomiędzy Lesnarem a Romanem Reignsem na WrestleManii będzie walką o WWE Championship i Universal Championship. Na WrestleManii, Reigns pokonał Lesnara zdobywając oba tytuły.                       |
| 30 | Cody Rhodes             | WrestleMania 39      | 2023 | Ponieważ Roman Reigns jednocześnie posiadał WWE Championship z Raw i Universal Championship ze SmackDown (łącznie uznawane jako Undisputed WWE Universal Championship), Rhodes automatycznie zdobył walkę z Reignsem o oba tytuły. Na WrestleManii, Reigns pokonał Rhodesa, aby zachować mistrzostwo. |
| 31 | Cody Rhodes             | WrestleMania XL      | 2024 | Rhodes wygrał Royal Rumble match jako członek brandu Raw, lecz wybrał walkę o Undisputed WWE Universal Championship. Na WrestleManii pokonał Romana Reignsa w Bloodline Rules matchu. |
| 32 | Jey Uso                 | WrestleMania 41      | 2025 | Jako członek brandu Raw, Uso wybrał walkę o World Heavyweight Championship. Na WrestleManii pokonał Gunthera. |

### Walki mistrzowskie zwyciężczyń żeńskiego Royal Rumble matchu
| Mistrzostwo                          | Wygrane | Przegrane | %     |
| ------------------------------------ | ------- | --------- | ----- |
| SmackDown/Women’s World Championship | 2       | 2         | .500  |
| WWE (Raw) Women’s Championship       | 2       | 1         | .667  |
| NXT Women’s Championship             | 1       | 0         | 1.000 |
| Łącznie                              | 5       | 3         | .625  |

|   | Zwyciężczyni    | Gala            | Rok  | Walka o tytuł |
| - | --------------- | --------------- | ---- | --- |
| 1 | Asuka           | WrestleMania 34 | 2018 | Asuka wygrała Royal Rumble match jako członkini brandu Raw, lecz wybrała walkę o SmackDown Women’s Championship. Asuka została przeniesiona do brandu SmackDown. Na WrestleManii przegrała z Charlotte Flair, kończąc passę zwycięstw Asuki po 914 dniach. |
| 2 | Becky Lynch     | WrestleMania 35 | 2019 | Lynch wygrała Royal Rumble match jako członkini brandu SmackDown, lecz wybrała walkę o Raw Women’s Championship, z ówczesną mistrzynią Rondą Rousey. Lynch następnie została zawieszona na 60 dni, przez atak na zarząd i jej kontuzję nogi. Jej miejsce w walce miałaby wtedy zastąpić Charlotte Flair, również członkini brandu SmackDown. Jednak dostała szansę na powrót, jeśli pokonałaby Flair na gali Fastlane. Lynch pokonała Charlotte przez dyskwalifikacje, po tym jak Rousey ją zaatakowała. Walka stała się wtedy Triple Threat matchem o mistrzostwo, z udziałem trzech pań. Dwa tygodnie przed galą, Flair zdobyła SmackDown Women’s Championship, czyniąc walkę Triple Threat matchem o oba mistrzostwa. Walka na WrestleManii, była pierwszą w historii walką kobiet, w głównym wydarzeniu WrestleManii. Na WrestleManii Becky Lynch kontrowersyjnie wygrała walkę (przypięła Rondę, której barki nie były położnone podczas liczenia), zdobywając oba mistrzostwa. Był to pierwszy przypadek, kiedy zywcięzca wygrał dwa tytuły. |
| 3 | Charlotte Flair | WrestleMania 36 | 2020 | Flair wygrała Royal Rumble match jako członkini brandu Raw, lecz wybrała walkę o NXT Women’s Championship. Był to pierwszy i jak na razie jedyny przypadek, kiedy zwycięzca wybrał mistrzostwo NXT. Na WrestleManii Flair pokonała Rheę Ripley, co było także pierwszym razem kiedy tytuł NXT był broniony na WrestleManii. |
| 4 | Bianca Belair   | WrestleMania 37 | 2021 | Jako członkini brandu SmackDown, Belair wybrała walkę o SmackDown Women’s Championship. Na WrestleManii pokonała Sashę Banks. |
| 5 | Ronda Rousey    | WrestleMania 38 | 2022 | Rousey wygrała Royal Rumble match jako wolna agentka i wybrała walkę o SmackDown Women’s Championship. Na WrestleManii przegrała z Charlotte Flair. |
| 6 | Rhea Ripley     | WrestleMania 39 | 2023 | Ripley wygrała Royal Rumble match jako członkini brandu Raw, lecz wybrała walkę o SmackDown Women’s Championship. Na WrestleManii pokonała Charlotte Flair. |
| 7 | Bayley          | WrestleMania XL | 2024 | Jako członkini brandu SmackDown, Bayley wybrała walkę o WWE Women’s Championship. Na WrestleManii pokonała Iyo Sky. |
| 8 | Charlotte Flair | WrestleMania 41 | 2025 | Jako członkini brandu SmackDown, Flair wybrała walkę o WWE Women’s Championship. Na WrestleManii przegrała z Tiffany Stratton. |

## Rekordy Royal Rumble

### Mężczyźni

#### Najwięcej wygranych
| Wrestler       | Liczba wygranych | Lata             |
| -------------- | ---------------- | ---------------- |
| Steve Austin   | 3                | 1997, 1998, 2001 |
| Hulk Hogan     | 2                | 1990, 1991       |
| Shawn Michaels | 2                | 1995, 1996       |
| John Cena      | 2                | 2008, 2013       |
| Batista        | 2                | 2005, 2014       |
| Triple H       | 2                | 2002, 2016       |
| Randy Orton    | 2                | 2009, 2017       |
| Edge           | 2                | 2010, 2021       |
| Brock Lesnar   | 2                | 2003, 2022       |
| Cody Rhodes    | 2                | 2023, 2024       |

#### Zwycięzcy po numerze wejściowym
| Nr | Rok                          |
| -- | ---------------------------- |
| 30 | 2007, 2008, 2016, 2022, 2023 |
| 27 | 1989, 1993, 1994, 2001       |
| 1  | 1995, 2004, 2021             |
| 24 | 1991, 1998, 2000             |
| 23 | 1994, 2017                   |
| 19 | 2013, 2015                   |
| 28 | 2005, 2014                   |
| 22 | 2002, 2012                   |
| 29 | 2003, 2010                   |
| 2  | 1999, 2006                   |
| 20 | 2025                         |
| 15 | 2024                         |
| 16 | 2020                         |
| 10 | 2019                         |
| 14 | 2018                         |
| 38 | 2011                         |
| 8  | 2009                         |
| 5  | 1997                         |
| 18 | 1996                         |
| 3  | 1992                         |
| 25 | 1990                         |
| 13 | 1988                         |
| 41 | GRR                          |

#### Drugie miejsca
| Wrestler       | Liczba 2. miejsc | Lata                   |
| -------------- | ---------------- | ---------------------- |
| Roman Reigns   | 4                | 2014, 2017, 2018, 2020 |
| John Cena      | 3                | 2005, 2010, 2025       |
| Big Show       | 2                | 2000, 2004             |
| Shawn Michaels | 2                | 1994, 2007             |
| Triple H       | 2                | 2008, 2009             |
| Randy Orton    | 2                | 2006, 2021             |

#### Najdłuższy spędzony czas w pojedynczym Royal Rumble matchu
Pogrubienie oznacza zwycięzcę tegorocznej walki.
| Nr | Wrestler      | Czas    | Rok        |
| -- | ------------- | ------- | ---------- |
| 1  | Daniel Bryan  | 1:16:05 | 2018 (GRR) |
| 2  | Gunther       | 1:11:40 | 2023       |
| 3  | Rey Mysterio  | 1:02:12 | 2006       |
| 4  | Chris Benoit  | 1:01:30 | 2004       |
| 5  | Bob Backlund  | 1:01:10 | 1993       |
| 6  | Triple H      | 1:00:16 | 2006       |
| 7  | Chris Jericho | 1:00:13 | 2017       |
| 8  | Ric Flair     | 1:00:02 | 1992       |
| 9  | Roman Reigns  | 59:48   | 2016       |
| 10 | Edge          | 58:30   | 2021       |
| 10 | Randy Orton   | 58:30   | 2021       |

#### Najdłuższy spędzony czas w pojedynczym Royal Rumble matchu każdego roku
Pogrubienie oznacza zwycięzcę tegorocznej walki.
| Wrestler                | Czas    | Rok  |
| ----------------------- | ------- | ---- |
| Bret Hart               | 25:42   | 1988 |
| Mr. Perfect             | 27:58   | 1989 |
| Ted DiBiase             | 44:47   | 1990 |
| Rick Martel             | 52:17   | 1991 |
| Ric Flair               | 1:00:02 | 1992 |
| Bob Backlund            | 1:01:10 | 1993 |
| Bam Bam Bigelow         | 30:12   | 1994 |
| Shawn Michaels          | 38:41   | 1995 |
| The British Bulldog     | 38:41   | 1995 |
| Hunter Hearst Helmsley  | 48:04   | 1996 |
| Stone Cold Steve Austin | 45:07   | 1997 |
| The Rock                | 51:32   | 1998 |
| Mr. McMahon             | 56:38   | 1999 |
| Stone Cold Steve Austin | 56:38   | 1999 |
| Test                    | 26:17   | 2000 |
| Kane                    | 53:46   | 2001 |
| Stone Cold Steve Austin | 26:46   | 2002 |
| Chris Jericho           | 39:00   | 2003 |
| Chris Benoit            | 1:01:35 | 2004 |
| Chris Benoit            | 47:26   | 2005 |
| Rey Mysterio            | 1:02:12 | 2006 |
| Edge                    | 44:02   | 2007 |
| Batista                 | 37:46   | 2008 |
| Triple H                | 50:00   | 2009 |
| John Cena               | 27:11   | 2010 |
| CM Punk                 | 35:21   | 2011 |
| The Miz                 | 45:39   | 2012 |
| Dolph Ziggler           | 49:47   | 2013 |
| CM Punk                 | 49:12   | 2014 |
| Bray Wyatt              | 47:29   | 2015 |
| Roman Reigns            | 59:48   | 2016 |
| Chris Jericho           | 1:00:13 | 2017 |
| Finn Bálor              | 57:38   | 2018 |
| Daniel Bryan            | 1:16:05 | GRR  |
| Seth Rollins            | 43:00   | 2019 |
| Drew McIntyre           | 34:11   | 2020 |
| Randy Orton             | 58:30   | 2021 |
| Edge                    | 58:30   | 2021 |
| AJ Styles               | 29:06   | 2022 |
| Gunther                 | 1:11:40 | 2023 |
| Jey Uso                 | 50:55   | 2024 |
| Penta                   | 42:05   | 2025 |

#### Najdłuższy spędzony czas we wszystkich Royal Rumble matchach
| Nr | Wrestler             | Czas    |
| -- | -------------------- | ------- |
| 1  | Chris Jericho        | 4:59:33 |
| 2  | Rey Mysterio         | 4:39:27 |
| 3  | Randy Orton          | 4:34:08 |
| 4  | Cody Rhodes/Stardust | 4:05:14 |
| 5  | Triple H             | 4:00:50 |
| 6  | Shawn Michaels       | 3:47:32 |
| 7  | Sheamus/King Sheamus | 3:41:59 |
| 8  | Edge                 | 3:32:55 |
| 9  | CM Punk              | 3:28:42 |
| 10 | Roman Reigns         | 3:21:21 |

#### Najkrótszy spędzony czas w pojedynczym Royal Rumble matchu
| Nr | Wrestler         | Czas   | Rok        |
| -- | ---------------- | ------ | ---------- |
| 1  | Santino Marella  | 0:01.9 | 2009       |
| 2  | The Warlord      | 0:02   | 1989       |
| 2  | Sheamus          | 0:02   | 2018       |
| 2  | No Way Jose      | 0:02   | 2019       |
| 5  | Mo               | 0:03   | 1995       |
| 5  | Owen Hart        | 0:03   | 1995       |
| 5  | Mike Kanellis    | 0:03   | 2018 (GRR) |
| 5  | Xavier Woods     | 0:03   | 2019       |
| 5  | JD McDonagh      | 0:03   | 2024       |
| 10 | Bushwhacker Luke | 0:04   | 1991       |
| 10 | Jerry Lawler     | 0:04   | 1997       |
| 10 | Titus O’Neil     | 0:04   | 2015       |

#### Najkrótszy czas spędzony w pojedynczym Royal Rumble każdego roku
| Wrestler                 | Czas  | Rok  |
| ------------------------ | ----- | ---- |
| Junkyard Dog             | 02:30 | 1988 |
| The Warlord              | 00:02 | 1989 |
| Shawn Michaels           | 00:12 | 1990 |
| Bushwhacker Luke         | 00:04 | 1991 |
| Hercules                 | 00:56 | 1992 |
| Terry Taylor             | 00:24 | 1993 |
| Billy Gunn               | 00:14 | 1994 |
| Mo                       | 00:03 | 1995 |
| Owen Hart                | 00:03 | 1995 |
| Squat Teamer #2          | 00:24 | 1996 |
| Jerry Lawler             | 00:04 | 1997 |
| Tom Brandi               | 00:12 | 1998 |
| Gillberg                 | 00:06 | 1999 |
| Faarooq                  | 00:18 | 2000 |
| Tazz                     | 00:10 | 2001 |
| Booker T                 | 00:33 | 2002 |
| B-2                      | 00:24 | 2003 |
| The Hurricane            | 00:19 | 2004 |
| Simon Dean               | 00:20 | 2005 |
| Booker T                 | 00:18 | 2006 |
| Sylvan                   | 00:18 | 2006 |
| The Miz                  | 00:07 | 2007 |
| Shelton Benjamin         | 00:18 | 2008 |
| Santino Marella          | 00:01 | 2009 |
| Montel Vontavious Porter | 00:07 | 2010 |
| Tyler Reks               | 00:34 | 2011 |
| Epico                    | 00:12 | 2012 |
| The Godfather            | 00:05 | 2013 |
| The Great Khali          | 00:24 | 2014 |
| Titus O'Neil             | 00:04 | 2015 |
| Jack Swagger             | 00:15 | 2016 |
| James Ellsworth          | 00:15 | 2017 |
| Sheamus                  | 00:02 | 2018 |
| Mike Kanellis            | 00:03 | GRR  |
| No Way Jose              | 00:02 | 2019 |
| Erick Rowan              | 00:08 | 2020 |
| Hurricane Helms          | 00:30 | 2021 |
| Kofi Kingston            | 00:21 | 2022 |
| Baron Corbin             | 00:07 | 2023 |
| JD McDonagh              | 00:03 | 2024 |
| Ludwig Kaiser            | 00:06 | 2025 |

#### Największa liczba eliminacji w pojedynczym Royal Rumble matchu
| Nr | Wrestler                | Liczba eliminacji | Rok        |
| -- | ----------------------- | ----------------- | ---------- |
| 1  | Braun Strowman          | 13                | 2018 (GRR) |
| 1  | Brock Lesnar            | 13                | 2020       |
| 3  | Roman Reigns            | 12                | 2014       |
| 4  | Kane                    | 11                | 2001       |
| 5  | Hulk Hogan              | 10                | 1989       |
| 5  | Stone Cold Steve Austin | 10                | 1997       |
| 7  | Shawn Michaels          | 8                 | 1995, 1996 |
| 7  | Stone Cold Steve Austin | 8                 | 1999       |

#### Największa liczba eliminacji w pojedynczym Royal Rumble matchu każdego roku
Pogrubienie oznacza zwycięzcę tegorocznej walki.
| Wrestler                  | Eliminacje | Rok  |
| ------------------------- | ---------- | ---- |
| One Man Gang              | 6          | 1988 |
| Hulk Hogan                | 10         | 1989 |
| Hulk Hogan                | 6          | 1990 |
| The Ultimate Warrior      | 6          | 1990 |
| Hulk Hogan                | 7          | 1991 |
| Sid Justice               | 6          | 1992 |
| Yokozuna                  | 7          | 1993 |
| Diesel                    | 7          | 1994 |
| Lex Luger                 | 7          | 1994 |
| Shawn Michaels            | 8          | 1995 |
| Shawn Michaels            | 8          | 1996 |
| "Stone Cold" Steve Austin | 10         | 1997 |
| "Stone Cold" Steve Austin | 7          | 1998 |
| "Stone Cold" Steve Austin | 8          | 1999 |
| Rikishi                   | 7          | 2000 |
| Kane                      | 11         | 2001 |
| "Stone Cold" Steve Austin | 7          | 2002 |
| The Undertaker            | 7          | 2002 |
| Chris Jericho             | 6          | 2003 |
| Chris Benoit              | 6          | 2004 |
| Batista                   | 6          | 2005 |
| Rey Mysterio              | 6          | 2006 |
| Triple H                  | 6          | 2006 |
| The Great Khali           | 7          | 2007 |
| Triple H                  | 6          | 2008 |
| The Big Show              | 6          | 2009 |
| Triple H                  | 6          | 2009 |
| Shawn Michaels            | 6          | 2010 |
| CM Punk                   | 7          | 2011 |
| John Cena                 | 7          | 2011 |
| Cody Rhodes               | 6          | 2012 |
| Ryback                    | 5          | 2013 |
| Sheamus                   | 5          | 2013 |
| Roman Reigns              | 12         | 2014 |
| Bray Wyatt                | 7          | 2015 |
| Braun Strowman            | 5          | 2016 |
| Roman Reigns              | 5          | 2016 |
| Braun Strowman            | 7          | 2017 |
| Finn Bálor                | 4          | 2018 |
| Roman Reigns              | 4          | 2018 |
| Braun Strowman            | 13         | GRR  |
| Braun Strowman            | 6          | 2019 |
| Brock Lesnar              | 13         | 2020 |
| Big E                     | 4          | 2021 |
| Damian Priest             | 4          | 2021 |
| Seth Rollins              | 4          | 2021 |
| AJ Styles                 | 6          | 2022 |
| Cody Rhodes               | 5          | 2023 |
| Gunther                   | 5          | 2023 |
| Bron Breakker             | 4          | 2024 |
| Cody Rhodes               | 4          | 2024 |
| Jacob Fatu                | 4          | 2025 |
| Roman Reigns              | 4          | 2025 |

#### Największa liczba eliminacji z rzędu
Pogrubienie oznacza zwycięzcę tegorocznej walki.
| Wrestler                  | Nr eliminacji z rzędu | Rok  |
| ------------------------- | --------------------- | ---- |
| Brock Lesnar              | 13                    | 2020 |
| Hulk Hogan                | 8                     | 1989 |
| Diesel                    | 7                     | 1994 |
| Rikishi                   | 7                     | 2000 |
| The Great Khali           | 7                     | 2007 |
| CM Punk                   | 7                     | 2011 |
| Braun Strowman            | 7                     | 2017 |
| Kane                      | 6                     | 2001 |
| The Undertaker            | 6                     | 2002 |
| "Stone Cold" Steve Austin | 6                     | 2002 |
| Shawn Michaels            | 6                     | 2010 |
| John Cena                 | 6                     | 2011 |
| Bray Wyatt                | 6                     | 2015 |
| Braun Strowman            | 6                     | GRR  |

#### Największa liczba eliminacji we wszystkich Royal Rumble matchach
| Nr | Wrestler                               | Liczba eliminacji | Liczba udziałów w Royal Rumble |
| -- | -------------------------------------- | ----------------- | ------------------------------ |
| 1  | Isaac Yankem/New Diesel/Kane           | 46                | 20                             |
| 2  | The Undertaker                         | 40                | 11                             |
| 3  | Shawn Michaels                         | 39                | 12                             |
| 4  | Braun Strowman                         | 37                | 7                              |
| 5  | Roman Reigns                           | 36                | 7                              |
| 5  | The Ringmaster/Stone Cold Steve Austin | 36                | 6                              |
| 7  | Triple H                               | 33                | 9                              |
| 8  | Big Show                               | 32                | 12                             |
| 8  | Brock Lesnar                           | 32                | 6                              |

#### Największa liczba wrestlerów w pojedynczej eliminacji
| Wrestler                | Nr wrestlerów zaangażowanych w eliminację | Rok  |
| ----------------------- | ----------------------------------------- | ---- |
| Mabel/Viscera           | 9                                         | 2007 |
| Mabel/Viscera           | 7                                         | 1994 |
| Rikishi                 | 6                                         | 2000 |
| Muhammad Hassan         | 6                                         | 2005 |
| Omos                    | 6                                         | 2022 |
| The Canadian Earthquake | 5                                         | 1990 |
| Diesel                  | 5                                         | 1994 |
| Kurrgan                 | 5                                         | 1998 |
| Brodus Clay             | 5                                         | 2013 |
| Crush                   | 4                                         | 1994 |
| John Morrison           | 4                                         | 2011 |
| Mark Henry              | 4                                         | 2011 |
| Alexander Rusev         | 4                                         | 2014 |
| Bobby Lashley           | 4                                         | 2021 |

#### Wrestlerzy, którzy sami się wyeliminowali
| Wrestler                 | Rok  |
| ------------------------ | ---- |
| André The Giant          | 1989 |
| Ahmed Johnson            | 1997 |
| Mil Máscaras             | 1997 |
| Kane                     | 1999 |
| Drew Carey               | 2001 |
| Mick Foley               | 2004 |
| Montel Vontavious Porter | 2010 |
| Matt Hardy               | 2018 |
| Pat McAfee               | 2024 |

#### Największa liczba udziałów w Royal Rumble matchach
| Nr | Wrestler                      | Liczba | Pierwsze wystąpienie | Ostatnie wystąpienie |
| -- | ----------------------------- | ------ | -------------------- | -------------------- |
| 1  | Isaac Yankem/Fake Diesel/Kane | 20     | 1996                 | 2021                 |
| 2  | Kofi Kingston                 | 16     | 2009                 | 2024                 |
| 2  | The Miz                       | 16     | 2007                 | 2025                 |
| 4  | Dolph Ziggler                 | 15     | 2009                 | 2022                 |
| 4  | Rey Mysterio                  | 15     | 2003                 | 2025                 |
| 6  | Randy Orton                   | 14     | 2004                 | 2024                 |
| 7  | Goldust                       | 13     | 1997                 | 2018 (GRR)           |
| 8  | Shawn Michaels                | 12     | 1989                 | 2010                 |
| 8  | Big Show                      | 12     | 2000                 | 2017                 |
| 10 | The Undertaker                | 11     | 1991                 | 2017                 |
| 10 | Chris Jericho                 | 11     | 2000                 | 2018 (GRR)           |
| 10 | Shelton Benjamin              | 11     | 2003                 | 2020                 |
| 10 | Sheamus                       | 11     | 2011                 | 2025                 |

#### Wrestlerzy, którzy wielokrotnie rywalizowali tej samej nocy
| Wrestler   | Liczba wejść | Rok  |
| ---------- | ------------ | ---- |
| Mick Foley | 3            | 1998 |

#### Występy kobiet w męskim Royal Rumble matchu
| Wrestlerka   | Liczba wystąpień |
| ------------ | ---------------- |
| Chyna        | 2 (1999, 2000)   |
| Beth Phoenix | 1 (2010)         |
| Kharma       | 1 (2012)         |
| Nia Jax      | 1 (2019)         |

### Kobiety

#### Najwięcej zwycięstw
| Wrestlerka      | Liczba zwycięstw | Rok        |
| --------------- | ---------------- | ---------- |
| Charlotte Flair | 2                | 2020, 2025 |
| Bayley          | 1                | 2024       |
| Rhea Ripley     | 1                | 2023       |
| Ronda Rousey    | 1                | 2022       |
| Bianca Belair   | 1                | 2021       |
| Becky Lynch     | 1                | 2019       |
| Asuka           | 1                | 2018       |

#### Zwycięstwa po numerze wejściowym
| Nr | Rok        |
| -- | ---------- |
| 3  | 2021, 2024 |
| 28 | 2019, 2022 |
| 27 | 2025       |
| 1  | 2023       |
| 17 | 2020       |
| 25 | 2018       |

#### Drugie miejsca
| Wrestlerka      | Liczba 2. miejsc | Rok        |
| --------------- | ---------------- | ---------- |
| Charlotte Flair | 2                | 2019, 2022 |
| Liv Morgan      | 2                | 2023, 2024 |
| Roxanne Perez   | 1                | 2025       |
| Rhea Ripley     | 1                | 2021       |
| Shayna Baszler  | 1                | 2020       |
| Nikki Bella     | 1                | 2018       |

#### Najdłuższy spędzony czas w pojedynczym Royal Rumble matchu
Pogrubienie oznacza zwyciężczynię tegorocznej walki.
| Nr | Wrestlerka    | Czas    | Rok  |
| -- | ------------- | ------- | ---- |
| 1  | Roxanne Perez | 1:07:47 | 2025 |
| 2  | Liv Morgan    | 1:07:00 | 2025 |
| 3  | Iyo Sky       | 1:06:45 | 2025 |
| 4  | Bayley        | 1:03:03 | 2024 |
| 5  | Naomi         | 1:02:18 | 2024 |
| 6  | Rhea Ripley   | 1:01:08 | 2023 |
| 6  | Liv Morgan    | 1:01:08 | 2023 |
| 8  | Bianca Belair | 56:52   | 2021 |
| 9  | Natalya       | 56:01   | 2019 |
| 10 | Sasha Banks   | 54:46   | 2018 |

#### Najdłuższy spędzony czas w pojedynczym Royal Rumble matchu każdego roku
Pogrubienie oznacza zwyciężczynię tegorocznej walki.
| Wrestlerka    | Czas    | Rok  |
| ------------- | ------- | ---- |
| Sasha Banks   | 54:46   | 2018 |
| Natalya       | 56:01   | 2019 |
| Bianca Belair | 33:20   | 2020 |
| Bianca Belair | 56:49   | 2021 |
| Bianca Belair | 47:30   | 2022 |
| Liv Morgan    | 1:01:08 | 2023 |
| Rhea Ripley   | 1:01:08 | 2023 |
| Bayley        | 1:03:03 | 2024 |
| Roxanne Perez | 1:07:47 | 2025 |

#### Najdłuższy spędzony czas we wszystkich Royal Rumble matchach
| Nr | Wrestlerka      | Czas    |
| -- | --------------- | ------- |
| 1  | Bianca Belair   | 3:54:42 |
| 2  | Bayley          | 3:05:49 |
| 3  | Naomi           | 3:05:41 |
| 4  | Liv Morgan      | 3:04:37 |
| 5  | Natalya         | 2:55:54 |
| 6  | Charlotte Flair | 2:36:32 |
| 7  | Rhea Ripley     | 2:19:08 |
| 8  | Iyo Sky         | 1:40:55 |
| 9  | Zelina Vega     | 1:28:12 |
| 10 | Shayna Baszler  | 1:23:52 |

#### Najkrótszy spędzony czas w pojedynczym Royal Rumble matchu
| Nr | Wrestlerka    | Czas | Rok  |
| -- | ------------- | ---- | ---- |
| 1  | Chelsea Green | 0:05 | 2023 |
| 1  | Valhalla      | 0:05 | 2024 |
| 3  | Liv Morgan    | 0:08 | 2019 |
| 4  | Chelsea Green | 0:12 | 2020 |
| 5  | Mighty Molly  | 0:20 | 2022 |
| 6  | Ivory         | 0:25 | 2022 |
| 7  | Sarah Logan   | 0:28 | 2020 |
| 8  | B-Fab         | 0:36 | 2023 |
| 9  | Tamina        | 0:39 | 2020 |
| 10 | Sarah Logan   | 0:43 | 2022 |

#### Najkrótszy czas spędzony w pojedynczym Royal Rumble w roku
| Wrestlerka      | Czas | Rok  |
| --------------- | ---- | ---- |
| Vickie Guerrero | 0:57 | 2018 |
| Liv Morgan      | 0:08 | 2019 |
| Chelsea Green   | 0:12 | 2020 |
| Carmella        | 0:47 | 2021 |
| Molly Holly     | 0:20 | 2022 |
| Chelsea Green   | 0:05 | 2023 |
| Valhalla        | 0:05 | 2024 |
| Maxxine Dupri   | 1:20 | 2025 |

#### Największa liczba eliminacji w pojedynczym Royal Rumble matchu
Pogrubienie oznacza zwyciężczynię tegorocznej walki.
| Wrestlerka      | Liczba eliminacji | Rok        |
| --------------- | ----------------- | ---------- |
| Nia Jax         | 9                 | 2025       |
| Shayna Baszler  | 8                 | 2020       |
| Bianca Belair   | 8                 | 2020       |
| Nia Jax         | 8                 | 2024       |
| Rhea Ripley     | 7                 | 2021, 2023 |
| Bayley          | 7                 | 2024       |
| Shayna Baszler  | 6                 | 2021       |
| Michelle McCool | 5                 | 2018       |
| Charlotte Flair | 5                 | 2019, 2022 |
| Bayley          | 5                 | 2023       |
| Iyo Sky         | 5                 | 2023       |
| Dakota Kai      | 5                 | 2023       |

#### Największa liczba eliminacji w pojedynczym Royal Rumble w roku
Pogrubienie oznacza zwyciężczynię tegorocznej walki.
| Wrestlerka      | Eliminacje | Rok  |
| --------------- | ---------- | ---- |
| Michelle McCool | 5          | 2018 |
| Charlotte Flair | 5          | 2019 |
| Bianca Belair   | 8          | 2020 |
| Shayna Baszler  | 8          | 2020 |
| Rhea Ripley     | 7          | 2021 |
| Charlotte Flair | 5          | 2022 |
| Rhea Ripley     | 7          | 2023 |
| Nia Jax         | 8          | 2024 |
| Nia Jax         | 9          | 2025 |

#### Łączna liczba eliminacji
| Wrestlerka      | Liczba eliminacji | Liczba udziałów w Royal Rumble |
| --------------- | ----------------- | ------------------------------ |
| Nia Jax         | 29                | 6                              |
| Rhea Ripley     | 20                | 4                              |
| Charlotte Flair | 19                | 5                              |
| Bayley          | 18                | 6                              |
| Shayna Baszler  | 16                | 6                              |
| Bianca Belair   | 15                | 5                              |

#### Największa liczba wrestlerów w pojedynczej eliminacji
| Wrestlerka      | Liczba wrestlerów biorących udział w eliminacji | Rok  |
| --------------- | ----------------------------------------------- | ---- |
| Nia Jax         | 11                                              | 2023 |
| Nia Jax         | 6                                               | 2018 |
| Vickie Guerrero | 4                                               | 2018 |

#### Wrestlerki, które wyeliminowały się same
| Wrestlerka      | Rok  |
| --------------- | ---- |
| Santina Marella | 2020 |
| Carmella        | 2021 |

#### Największa liczba udziałów w Royal Rumble matchach
| Wrestlerka     | Liczba | Pierwsze wystąpienie | Ostatnie wystąpienie |
| -------------- | ------ | -------------------- | -------------------- |
| Liv Morgan     | 8      | 2018                 | 2025                 |
| Natalya        | 8      | 2018                 | 2025                 |
| Naomi          | 7      | 2018                 | 2025                 |
| Dana Brooke    | 6      | 2018                 | 2023                 |
| Tamina         | 6      | 2018                 | 2023                 |
| Bayley         | 6      | 2018                 | 2025                 |
| Nia Jax        | 6      | 2018                 | 2025                 |
| Sonya Deville  | 6      | 2018                 | 2025                 |
| Zelina Vega    | 6      | 2019                 | 2025                 |
| Shayna Baszler | 6      | 2020                 | 2025                 |

#### Występy mężczyzn w żeńskim Royal Rumble matchu
| Wrestler        | Liczba   |
| --------------- | -------- |
| Santino Marella | 1 (2020) |

## Dodatkowe Royal Rumble matche
Poniżej znajduje się lista innych gal, podczas których zorganizowano Royal Rumble match, a nie należą do cyklu gal.
|    | Gala         | Data                 | Miasto                      | Hala                  | Zwycięzca        | Źródło          | Uwagi |
| -- | ------------ | -------------------- | --------------------------- | --------------------- | ---------------- | --------------- | --- |
| 1  | House show   | 4 października 1987  | St. Louis, Missouri         | St. Louis Arena       | One Man Gang     | [ 122 ] [ 123 ] | 12-osobowy Royal Rumble                                                                                       |
| 2  | House show   | 14 marca 1988        | East Rutherford, New Jersey | Brendan Byrne Arena   | Jake Roberts     | [ 124 ]         | 22-osobowy Royal Rumble                                                                                       |
| 3  | House show   | 16 marca 1988        | Hartford, Connecticut       | Hartford Civic Center | Rick Rude        | [ 125 ] [ 126 ] | 22-osobowy Royal Rumble                                                                                       |
| 4  | House show   | 17 stycznia 1994     | Nowy Jork, Nowy Jork        | Madison Square Garden | Owen Hart        | [ 127 ]         | 30-osobowy Royal Rumble                                                                                       |
| 5  | House show   | 9 maja 1994          | Osaka, Japonia              | Castle Hall           | The Undertaker   | [ 127 ]         | 18-osobowy Royal Rumble                                                                                       |
| 6  | Raw          | 15 czerwca 1998      | San Antonio, Teksas         | Freeman Coliseum      | Kane i Mankind   | [ 127 ]         | 10-drużynowy Royal Rumble                                                                                     |
| 7  | Raw          | 11 stycznia 1999     | Houston, Teksas             | Compaq Center         | Chyna            | [ 127 ]         | 10-osobowy Corporation vs. DX corporate Royal Rumble o uzyskanie 30. numerka wejściowego na 1999 Royal Rumble |
| 8  | SmackDown    | 16 września 1999     | Las Vegas, Nevada           | Thomas & Mack Centre  | The Undertaker   | [ 128 ]         | 5-osobowy Royal Rumble o miano pretendenta do WWE Championship później tej nocy                               |
| 9  | SmackDown    | 8 stycznia 2004      | Huntsville, Alabama         | Von Braun Centre      | Chris Benoit     | [ 128 ]         | 4-osobowy Royal Rumble                                                                                        |
| 10 | SmackDown    | 29 stycznia 2004     | Waszyngton, D.C.            | MCI Center            | Eddie Guerrero   | [ 129 ]         | 15-osobowy SmackDown! Royal Rumble o miano pretendenta do WWE Championship na No Way Out                      |
| 11 | Raw          | 22 stycznia 2007     | Lafayette, Luizjana         | Cajundome             | The Great Khali  | [ 130 ]         | 7-osobowy Royal Rumble                                                                                        |
| 12 | Raw          | 14 stycznia 2008     | Mobile, Alabama             | Mobile Civic Center   | Hornswoggle      | [ 131 ]         | Mini Royal Rumble; 6-osobowy, wszyscy uczestnicy byli karłami, prócz The Great Khaliego.                      |
| 13 | SmackDown    | 28 stycznia 2011     | Cincinnati, Ohio            | U.S. Bank Arena       | Kofi Kingston    | [ 132 ]         | 4-osobowy Royal Rumble                                                                                        |
| 14 | Raw          | 31 stycznia 2011     | Providence, Rhode Island    | Dunkin’ Donuts Center | Jerry Lawler     | [ 133 ]         | 7-osobowy Raw Rumble o miano pretendenta do WWE Championship na Elimination Chamber                           |
| 15 | House show   | 27 października 2017 | Sanford, Floryda            | Sanford Civic Center  | Shayna Baszler   | [ 134 ]         | 15-osobowy kobiecy costumed Halloween Rumble                                                                  |
| 16 | Royal Rumble | 28 stycznia 2018     | Filadelfia, Pensylwania     | Wells Fargo Center    | Ric Flair        | [ 135 ] [ 136 ] | KFC Colonel Rumble (9-osobowy)                                                                                |
| 17 | House show   | 27 października 2018 | Orlando, Floryda            | Orlando Live Events   | Stacey Ervin Jr. | [ 137 ]         | 20-osobowy costumed Halloween Rumble                                                                          |
| 18 | House show   | 31 października 2019 | Orlando, Floryda            | Orlando Live Events   | Shayna Baszler   | [ 138 ]         | 16-osobowy kobiecy costumed Halloween Rumble                                                                  |
| 19 | House show   | 31 października 2019 | Orlando, Floryda            | Orlando Live Events   | Bronson Reed     | [ 138 ]         | 13-osobowy costumed Halloween Rumble                                                                          |

## Wydania video
W marcu 2007, WWE wydało kompletny DVD set box nazwany Royal Rumble: The Complete Anthology, który zawierał każdą galę Royal Rumble (do edycji z 2007 roku).